# Água Fria (Recife)
Água Fria é um bairro da zona norte da cidade do Recife. Integra a 2ª Região Político-Administrativa da cidade, fazendo limite com os bairros do Arruda, Beberibe, Bomba do Hemetério, Campina do Barreto, Fundão, Linha do Tiro, Alto Santa Teresinha e Porto da Madeira.

## Histórico
O bairro nasceu de uma das localidades mais antigas do Recife, Beberibe, remontando à metade do século XVI. 
O nome do bairro tem origem em várias versões. Uma delas considerada fantasiosa diz ter existido ali, no século XIX, um menino que vendia cocadas e oferecia aos fregueses água bem fria, trazida numa quartinha.
O mais provável é que o bairro tenha ficado com esse nome,  Água Fria, porque assim é chamado um dos afluentes do Rio Beberibe que corta aquela região.
- IDH: 0,697(2000)[3]

- Área Territorial (hectare): 181,9

- População Residente (200): 43.529[4]

- População Residente por Sexo:

Masculina: 20.294
Feminina: 23.235
- População por Faixa Etária:

0 - 4 anos: 4.187
5 - 14 anos: 8.349
15 - 39 anos: 19.719
40 - 59 anos: 7.720
60 anos e mais: 4.045
- Taxa de Alfabetização da População de 15 anos e mais: 85,52 %

- Densidade:

Demográfica (Habitante/Hectare): 241,98
Domiciliar (Habitante/Domicílio): 4,03
- Proporção de Mulheres Responsáveis Pelo Domicílio: 40,10 %

- Quantitativo de Imóveis por Uso (IPTU/Sec. de Finanças):

Imóveis Residenciais: 8.069
Imóveis não Residenciais: 500
Terrenos: 4.485
- Zonas Especiais de Interesse Social: Fundão de Fora Casa Amarela

- Fonte: Censo do IBGE(2000) e Prefeitura da Cidade do Recife